# Boryzops purissima
Boryzops purissima là một loài bướm đêm trong họ Erebidae.